# Uvnästjärnen
Uvnästjärnen är en sjö i Falu kommun i Dalarna och ingår i Dalälvens huvudavrinningsområde. Sjön har en area på 0,102 kvadratkilometer och ligger 150,7 meter över havet.

## Delavrinningsområde
Uvnästjärnen ingår i det delavrinningsområde (673147-149043) som SMHI kallar för Ovan 672985-148925. Medelhöjden är 172 meter över havet och ytan är 10,42 kvadratkilometer. Räknas de 17 avrinningsområdena uppströms in blir den ackumulerade arean 200,73 kvadratkilometer. Rogsån (Fjällgrycksån) som avvattnar avrinningsområdet har biflödesordning 4, vilket innebär att vattnet flödar genom totalt 4 vattendrag innan det når havet efter 231 kilometer. Avrinningsområdet består mestadels av skog (85 procent). Avrinningsområdet har 0,34 kvadratkilometer vattenytor vilket ger det en sjöprocent på 3,2 procent.